# Mühltalbad

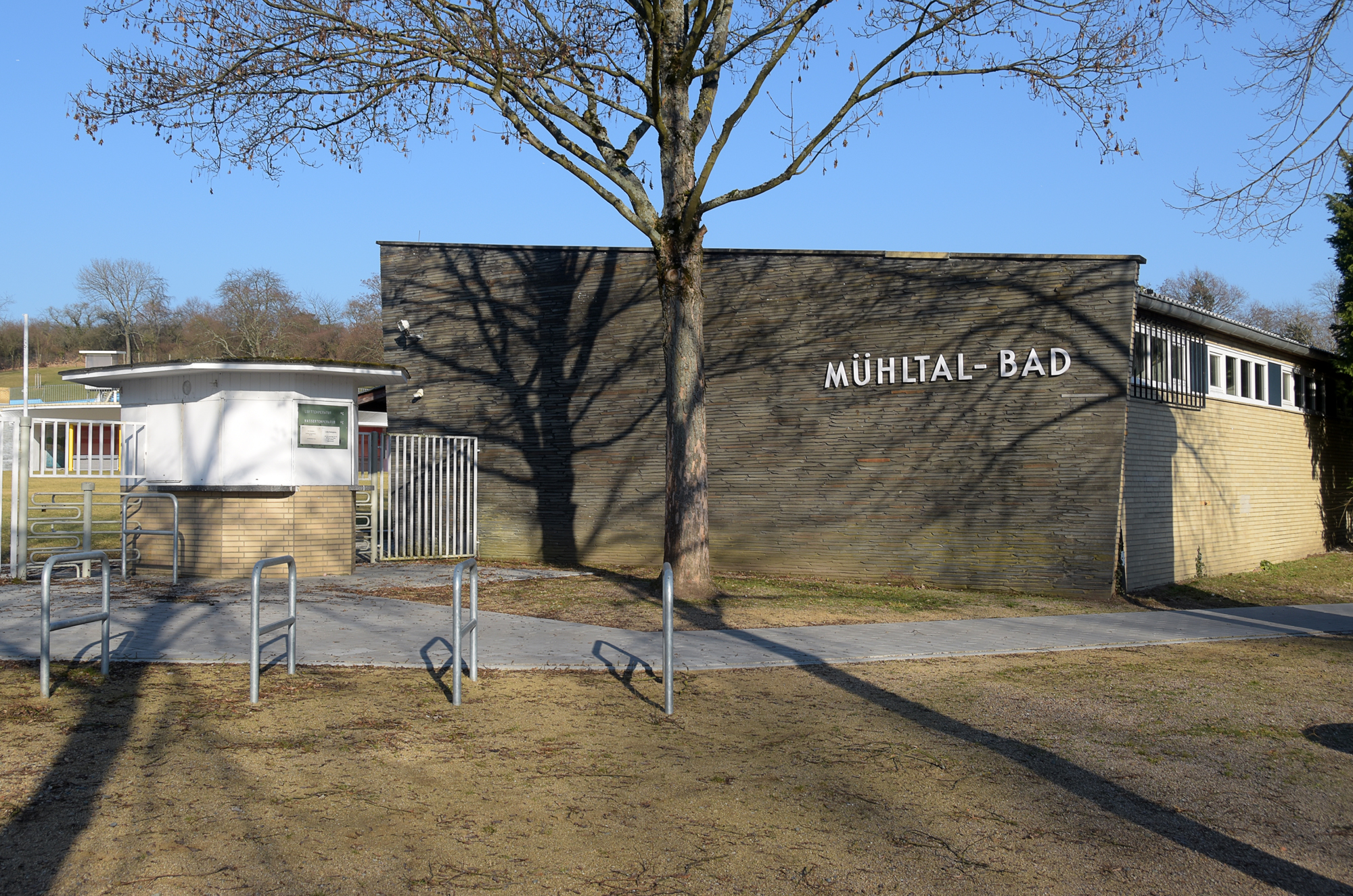
Außenansicht (2017)

Das Mühltalbad ist ein Heilwasser-Freibad am Ostrand von Darmstadt-Eberstadt. Es wurde, als typisches Beispiel für die Architektur der 1950er Jahre in Darmstadt, unter Denkmalschutz gestellt.
An heißen Tagen besuchen täglich bis zu 8.000 Gäste das Bad.
Aufgrund von Sanierungsarbeiten ist das Freibad seit 2023 geschlossen. Die Wiedereröffnung ist zur Sommersaison 2026 geplant.

## Etymologie
Der Name Mühltalbad geht auf die Lage im Mühltal zurück.

## Geschichte und Architektur
Das Freiluftschwimmbad „Mühltalbad“ wurde in den Jahren 1957 bis 1959 durch die Stadt Darmstadt, nach Plänen des Architekten Ludwig Finkeissen (1908–1983), gebaut. Erster Spatenstich war am 1. Mai 1957, die feierliche Eröffnung am 19. Juli 1959.
Das aus Beton und gelbem Klinker gebaute Bauwerk gehört zu den ersten „Erlebnisbädern“ der Bundesrepublik Deutschland. Das Schwimmbassin in Z-Form, ist sowohl Sprung-, Wettkampf- als auch Kinderplanschbecken. Durch Unterwasserfenster können die ins Wasser eintauchenden Springer beobachtet werden.
Die Architektur und die Freiflächengestaltung repräsentieren zeittypische Baukunst.
1965 wurde im Mühltalbad im Rahmen des Hessentages die Schwimmmeisterschaften der Hessischen Polizei ausgetragen.
Das Bad wird seit 1968 beheizt. Seit 1993 wird das Mühltalbad ausschließlich solarbeheizt.
1985 wurde die S-förmige Wasserrutsche in Betrieb genommen.
Seit 1990 steht das Mühltalbad unter Denkmalschutz.
Nach der Sommeröffnung 2023 wurde das Freibad für eine umfassende Grundsanierung geschlossen.

## Ausstattung
Neben dem 50-Meter-Mehrzweckbecken mit Sprungturm (1-, 3-, 5-, 7,5-, und 10-Meter Sprungbrett) und einer Wasserrutsche gibt es ein separates Kinderbecken, ein Kiosk sowie eine Liegewiese mit Sportfläche.

## Wasserqualität
Das Mühltalbad wird mit Wasser, das vom Prinzenberg über den alten Eberstädter Hochbehälter fließt, gespeist. In Deutschland stellt dies eine Besonderheit da. Das Wasser hat Heilwasserqualität. Bei gelegentlichem Wassermangel wird Wasser aus dem Darmstädter Netz zugesetzt.

## Bildergalerie

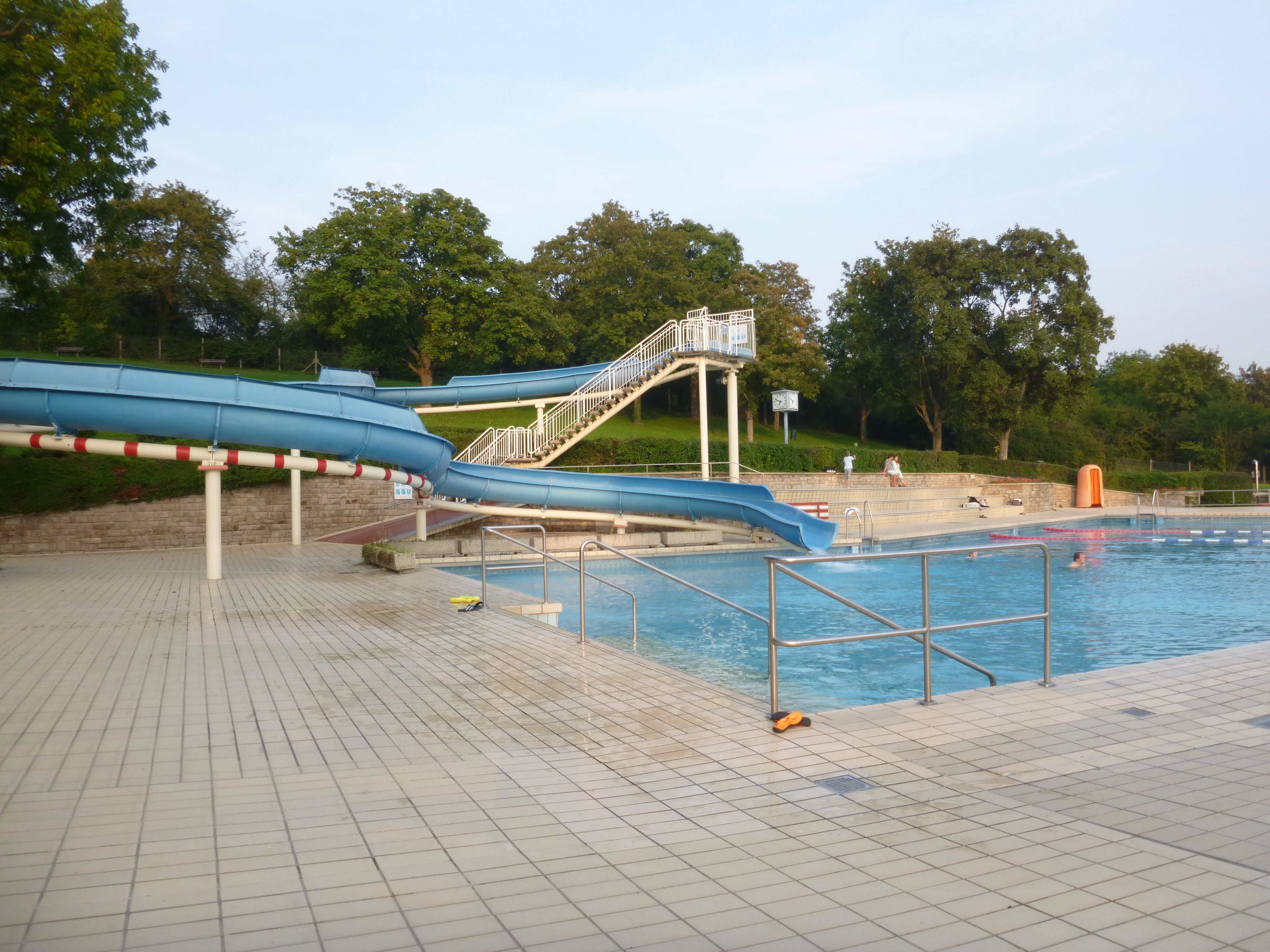
Wasserrutsche (2014)
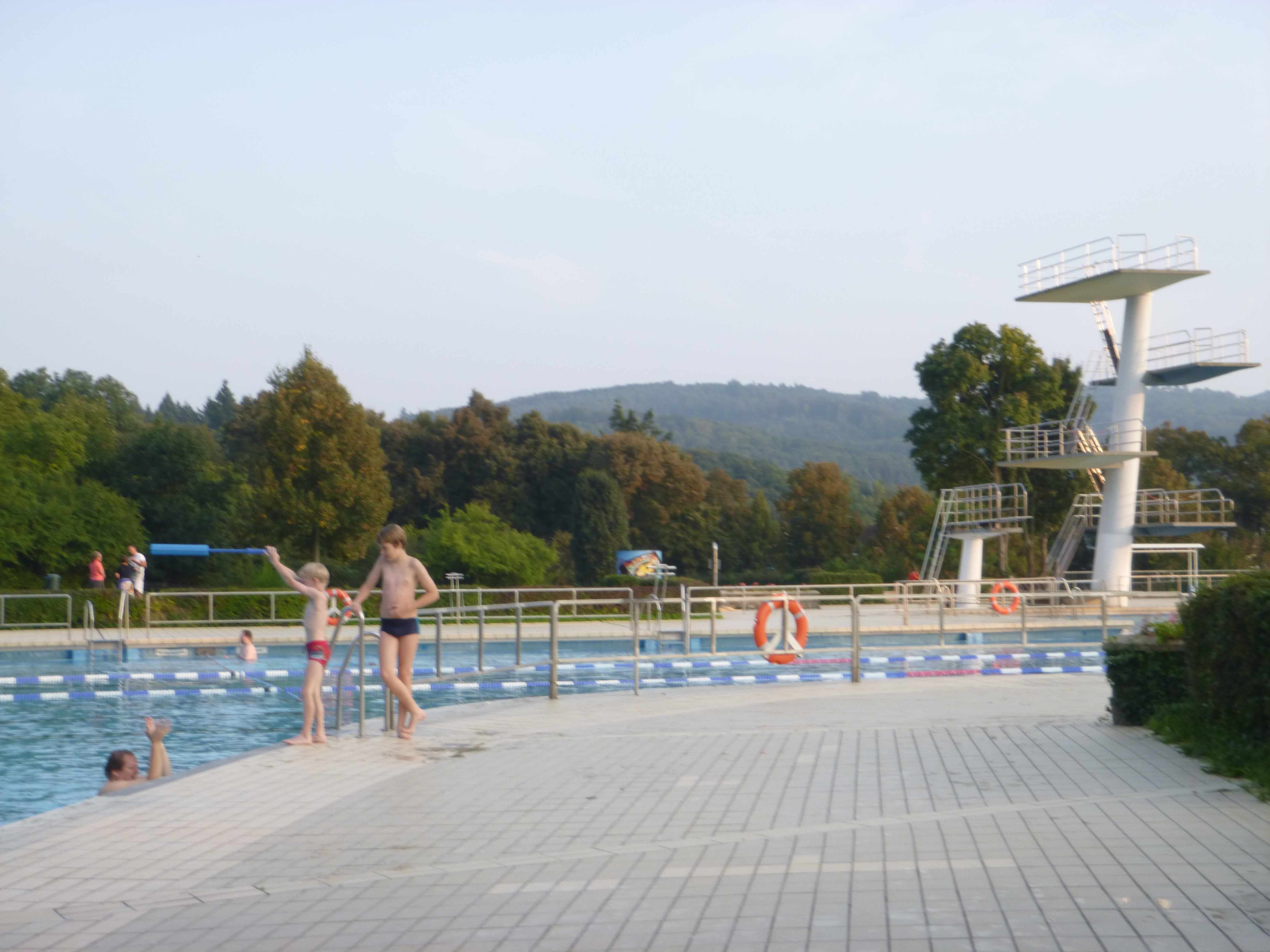
Sprungturm (2014)
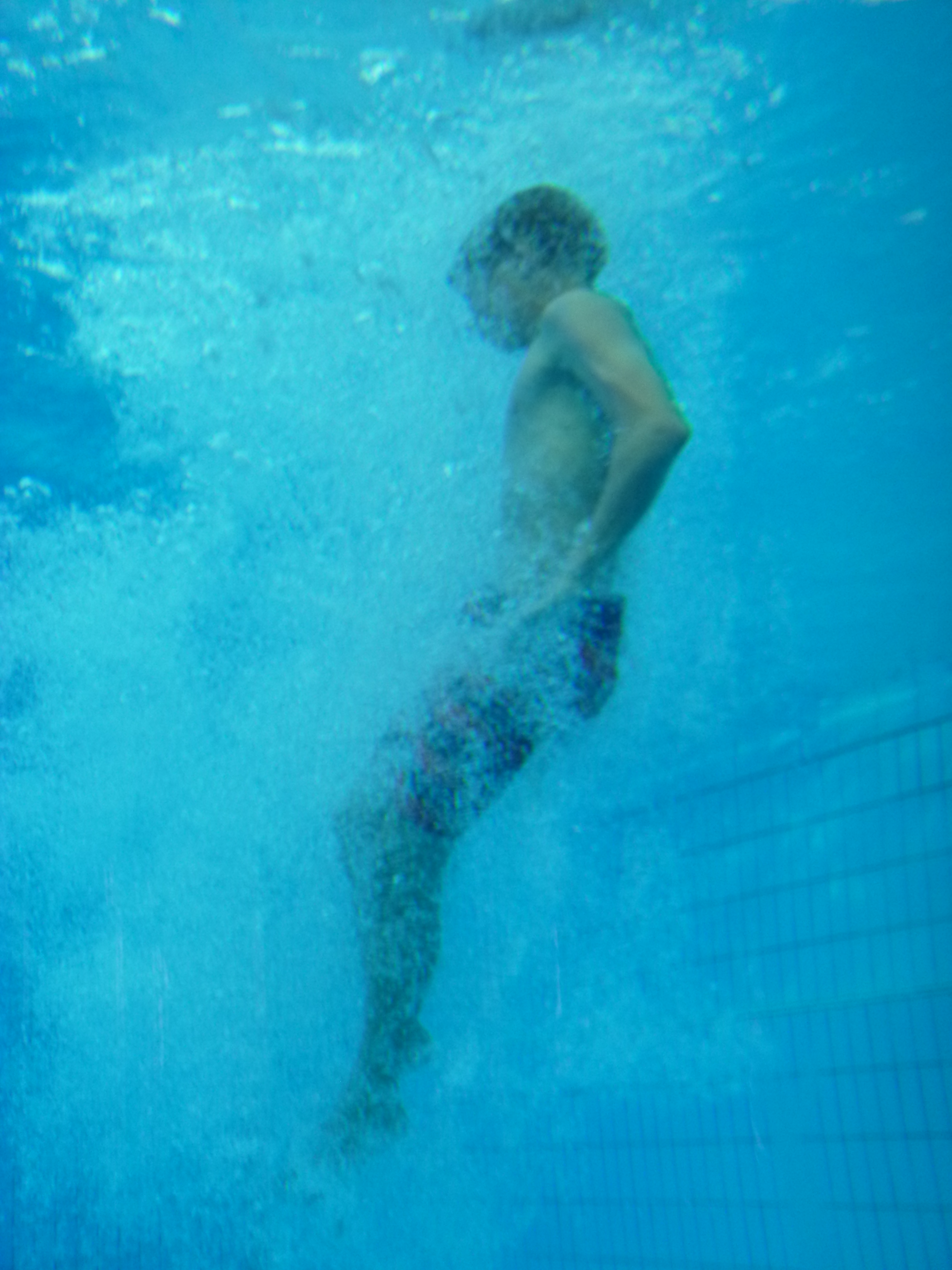
Blick durch Unterwasserfenster (2014)

Koordinaten: 49° 49′ 14,5″ N, 8° 39′ 26,2″ O